# Pauline Quirke
Pauline Quirke (ur. 8 lipca 1959 w Hackney, Londyn) – angielska aktorka filmowa i serialowa. 
Rozpoczęła swoją karierę jako aktorka dziecięca – w wieku 8 lat pojawiła się w Dixon of Dock Green. Jako nastolatka w latach 70. była gospodarzem dwóch dziecięcych programów: You Must Be Joking i Pauline Quirke (w którym towarzyszyła jej Linda Robson). Miała też mały epizod w filmie Człowiek Słoń z 1980. Od roku 1989 do 1998 występowała w serialu Birds of a Feather. W 1996 wystąpiła w telewizyjnej adaptacji książki Minette Walters The Sculptress, a następnie w latach 2000-2003 partnerowała Warrenowi Clarke'owi w serialu BBC Down to Earth. W 2002 roku wystąpiła w Being April razem z Nitinem Gantrą (serial komediowy BBC One). Pojawiła się w Carrie’s War z 2004 roku, a w 2005 roku zagrała rolę Cath Wilson, omylnie skazanej za morderstwo dziecka, w serialu The Bill. W 2006 zagrała Colleen McCabe w The Thieving Headmistress. W 2008 pojawiła się w odcinku Mojej rodzinki jako Joan, która napadła na bank, a w 2009 zagrała główną rolę w serialu Missing jako DS. Mary Jane „MJ” Croft, naczelna jednostki Zaginionych Osób w Dover.